# Tākar
Tākar (persiska: تاكر, تاكُر) är en ort i Iran.   Den ligger i provinsen Mazandaran, i den norra delen av landet, 80 km nordost om huvudstaden Teheran. Tākar ligger 1 776 meter över havet och antalet invånare är 150.
Terrängen runt Tākar är huvudsakligen bergig, men den allra närmaste omgivningen är kuperad. Tākar ligger nere i en dal som går i öst-västlig riktning.Runt Tākar är det ganska glesbefolkat, med 39 invånare per kvadratkilometer. Närmaste större samhälle är Baladeh, 17,9 km väster om Tākar. Trakten runt Tākar består i huvudsak av gräsmarker.